# 시타운 AFC
시타운 AFC(Seatoun Association Football Club)는 웰링턴 교외에 연고를 둔 뉴질랜드의 축구단이다.

## 선수 명단

### 역대
틀:캐피털 프리미어 (뉴질랜드)